# Convenio de Leiden
El convenio de Leiden o Indicadores de Leiden, estableció una serie de indicadores empleados por los arqueólogos, filólogos e historiadores para notar características físicas de escritos antiguos.
Las Convenciones de Leiden son un conjunto establecido de reglas, símbolos y corchetes utilizados para indicar la condición de un texto epigráfico o papirológico en una edición moderna. En siglos anteriores de erudición clásica, los académicos que publicaron textos de inscripciones, papiros o manuscritos utilizaron convenciones divergentes para indicar la condición del texto y las correcciones o restauraciones editoriales. La reunión de Leiden fue diseñada para ayudar a corregir esta confusión.
La forma más antigua de los Convenios se acordó en una reunión de académicos clásicos en la Universidad de Leiden en 1931 y se publicó en un artículo poco después. Existen variaciones menores en el uso de los Convenios entre epigrafía y papirología (e incluso entre epigrafía griega y latina). Más recientemente, los académicos han publicado mejoras y ajustes al sistema.

## Convenciones más importantes
| Notación    | Explicación                     | Significado                                                                                                   |
| ----------- | ------------------------------- | --- |
| a           | texto sin marca                 | el texto es claramente legible                                                                                |
| ạ           | punto bajo una letra            | la lectura no es segura                                                                                       |
| .           | punto solo                      | letra ilegible                                                                                                |
| [ ]         | espacio entre corchetes         | faltan entre los corchetes un número indeterminado de caracteres                                              |
| [...] o [3] | puntos o número entre corchetes | faltan caracteres, el número de caracteres que faltan se indica por el número de puntos o con un número       |
| ]           | cierre de corchete              | faltan al principio de la línea un número desconocido de caracteres                                           |
| [           | apertura de corchete            | faltan al final de la línea un número desconocido de caracteres                                               |
| a           | letra subrayada                 | la letra ha sido leída por un editor anterior, pero actualmente está perdida                                  |
| (a)         | texto entre paréntesis          | indica que el texto entre paréntesis es una extensión de una abreviatura                                      |
| [a]         | texto entre corchetes           | el texto entre corchetes ha sido deducido por el editor                                                       |
| [[...]]     | puntos entre dobles corchetes   | cada punto representa un carácter borrado                                                                     |
| [[a]]       | letras entre dobles corchetes   | las letras borradas son legibles hasta un cierto punto                                                        |
| 'a'         | letras entre comilla            | las letras han sido introducidas en el texto bien encima de una letra borrada, bien encima o debajo del texto |